# Melkerij Sint-Paulus
De Melkerij Sint-Paulus was gevestigd in de Belgische deelgemeente Langemark, thans een deelgemeente van de West-Vlaamse gemeente Langemark-Poelkapelle. Zij vormt thans de kern van een van de vestigingen van Milcobel.

## Basis
In 1906 stichtten enkele landbouwers een coöperatie om de Stoommelkerij Sint-Paulus oprichten. De doelstelling was melk tot boter te verwerken. Het was nog de tijd dat de grondstof werd opgehaald met paard en kar. Later kwamen de vrachtwagens om die bij de veehouder op te halen in bussen niet groter dan 25 liter. Deze stonden wachtend opgesteld langs de kant van de weg, met uitzondering in de zomer waarbij men de melkkannen in water plaatste. Zowel na de Eerste Wereldoorlog als na de Tweede Wereldoorlog was te Langemark heropbouw nodig. In 1956 werd het 50-jarig bestaan gevierd en werd een nieuwe fabriek ingehuldigd.
Pas in de jaren 70 werd de melk eerst op de boerderij gekoeld om dan later afgehaald te worden met een tankwagen. Ook de tijd van meerdere fusies en expansie. De bedrijfsnaam veranderde dan achtereenvolgens van Sint-Paulus naar Dixmuda-Langemark, Inco, Belgomilk en Milcobel. De site van Langemark is heden een van de vestigingen van de Belgisch coöperatie Milcobel, die jaarlijks meer dan 1 miljard liter melk verwerkt.